# Kosta Ristić
Kosta Ristić (Kragujevac, 8. maj 1990) srpski je reditelj i scenarista.

## Biografija
Rođen je Kragujevcu, u porodici prosvetnih radnika, odrastao u Jagodini gde je i završio osnovnu školu. Uspesi na matematičkim takmičenjima preoporučili su ga za beogradsku Matematičku gimnaziju, u kojoj je stekao srednjoškolsko obrazovanje. Bavio se i glumom i osvajao priznanja na omladinskim nadmetanjima. Bio je frontmen pank benda ŠkolaAntiŠkole.
Diplomirao je na Fakultetu dramskih umetnosti u Beogradu, na odseku za Filmsku i TV režiju, a na istoj katedri stekao je i zvanje mastera.
Godine 2017. završio je master klas pod mentorstvom Vernera Hercoga na Escuela Internacional de Cine y Television.

## Filmovi
Kosta Ristić režirao je više kratkih igranih i dokumentarnih filmova prikazivanih na međunarodnim i domaćim filmskim festivalima.  Režirao je različite televizijske sadržaje, takođe se bavi pozorišnom režijom. Njegov kratki film Dos Patrias premijerno je prikazan u okviru Acid programa na Kanskom filmskom festivalu 2017. godine.
Najpoznatiji je kao autor dugometražnog igranog filma Banditi u potrazi za mamom (2018), koji je osvojio više nagrada.